# Palamede I Gattiluso
Palamede I Gattiluso era fill de Francesc II Gattiluso i germà de Jaume I Gattiluso i Dorino I Gattiluso, tots ells senyors de Lesbos.
A la mort del seu oncle Nicolo I Gattiluso, senyor d'Enos, li fou assignada aquesta senyoria que va governar fins al 1455 en què va morir. Com que el seu fill gran Jordi Gattiluso havia mort el 1449 el va succeir el seu fill segon Dorino II Gattiluso.